# جون روب
جون روب (بالإنجليزية: John Robb)‏ هو جراح وسياسي أيرلندي، ولد في 1933 في المملكة المتحدة، وتوفي في 13 فبراير 2018. حزبياً، نشط في مستقل. وقد انتخب عضو مجلس الشيوخ من أيرلندا عن دائرة الأعضاء المعينون في مجلس الشيوخ الأيرلندي ‏ وقد انضم خلال فترته النيابية ‏ (13 مايو 1982 – 21 ديسمبر 1982)  للكتلة البرلمانية مستقل وانتخب عضو مجلس الشيوخ من أيرلندا عن دائرة الأعضاء المعينون في مجلس الشيوخ الأيرلندي ‏ وقد انضم خلال فترته النيابية ‏ (23 فبراير 1983 – 3 أبريل 1987)  للكتلة البرلمانية مستقل وانتخب عضو مجلس الشيوخ من أيرلندا عن دائرة الأعضاء المعينون في مجلس الشيوخ الأيرلندي ‏ وقد انضم خلال فترته النيابية ‏ (25 أبريل 1987 – 5 يوليو 1989)  للكتلة البرلمانية مستقل.